# Władysław Czapliński (rzeźbiarz)
Władysław Ksawery Czapliński (ur. 14 września 1878 w Będkowie, zm. 7 czerwca 1929 w Łodzi) – polski rzeźbiarz, autor pomników i nagrobków.

## Życiorys
Czapliński pochodził z Będkowa. Był absolwentem Akademii Sztuk Pięknych w Monachium. W Łodzi mieszkał przy ul. Cmentarnej 10. W tym mieście w 1914 założył zakład kamieniarski, gdzie tworzył rzeźby portretowe, nagrobki oraz pomniki. W późniejszym okresie współpracował z zakładem kamieniarskim Antoniego i Jerzego Urbanowskich. Uczestniczył w wystawach, które odbywały się w Łodzi w latach: 1901, 1905, 1912, 1924, w Poznaniu w 1903 oraz w Warszawie w Towarzystwie Zachęty Sztuk Pięknych w latach: 1905, 1913, 1914, 1919, 1924, a także w 1902 w Salonie Aleksandra Krywulta, a także pośmiertnie w latach 2013–2014 na wystawie „Zakład Urbanowskich. Rodzina Dzieło Twórcy” w Muzeum Miasta Łodzi.
Jego prace znajdują się m.in. w zbiorach Łazienek Królewskich.
Posiada symboliczny grób w części rzymskokatolickiej Starego Cmentarza w Łodzi.

## Realizacje
- Pomnik Pracy w parku im. Stanisława Staszica (prezentowany podczas wystawy przemysłowo-handlowej w 1913, usytuowany w parku w 1922)[3][8]
- popiersie Staszica w parku im. Stanisława Staszica[9]
- rzeźba górala umieszczona na fasadzie kamienicy Jana Starowicza (w stylu zakopiańskim)[10][11].
- Pomnik Waleriana Łukasińskiego w Zgierzu[12][13] (wg projektu Antoniny Wasilewskiej[14], 1916-1917, zniszczony w 1939 przez Niemców[13])
- Pomnik Tadeusza Kościuszki w Busku-Zdroju (1917)[15]

- Nagrobki na Starym Cmentarzu w Łodzi:
  - Nagrobek Aleksandra Napiórkowskiego (1920)[16],
  - Nagrobek Stanisława Łąpińskiego (1925)[17],
  - Nagrobek Adolfa Szendela[18].

## Nagrody
- Nagroda za Pomnik Pracy oraz dekorację pawilonów na wystawie przemysłowo-handlowej w Łodzi (1913)[3]